# Entroncamento (Portogallo)
Entroncamento (ẽtɾõkɐ'mẽtu) è un comune portoghese di 20 206 abitanti situato nel distretto di Santarém.

## Società

### Evoluzione demografica
| 1950 | 1960 | 1981  | 1991  | 2001  | 2004  |
| 6804 | 7355 | 11976 | 14226 | 18174 | 20065 |

## Freguesias
- Nossa Senhora de Fátima
- São João Batista